# Rieumes

Rieumes este o comună în departamentul Haute-Garonne din sudul Franței. În 2009 avea o populație de 3.366 de locuitori.

## Evoluția populației
| An        | 1975  | 1982  | 1990  | 1999  | 2006  | 2009  |
| --------- | ----- | ----- | ----- | ----- | ----- | ----- |
| Populație | 2.084 | 2.341 | 2.414 | 2.601 | 3.159 | 3.366 |